# Qarabas
Qarabas (kasachisch Қарабас) ist eine Siedlung im Gebiet Qaraghandy in Kasachstan.
Der Ort mit 2484 Einwohnern befindet sich 34 km südlich der Gebietshauptstadt im Rajon Abai.
Postleitzahl: 100110.